# Tokoname-Keramik
Tokoname-Keramik (japanisch 常滑焼, Tokoname-yaki) ist die Bezeichnung für japanische Keramikprodukte, die in Tokoname in der Präfektur Aichi und Umgebung hergestellt werden. Tokoname gehört – abgesehen von der Mino-Keramik, die eine Sonderstellung einnimmt – zu den Sechs alten Brennöfen, den „Rokkoyō“.

## Übersicht
Tokoname-Keramik ist eine kräftige, schwere, rotbraune Keramik, die seit dem frühen 13. Jahrhundert bis zur ersten Hälfte des 16. Jahrhunderts produziert wurde. In kleinerem Umfang geschieht das heute. Die Brennöfen liegen, beginnend mit der Stadt Tokoname, zerstreut auf der langgestreckten Chita-Halbinsel (知多半島), die die Mikawa-Bucht von der Ise-Bucht trennt, südlich der heutigen Stadt Nagoya in der Präfektur Aichi. Neben Tokoname sind die Städte Handa, Ōbu, Tōkai und die Gemeinden Higashiura (東浦町) und Taketoyo (武豊町) für ihre Brennöfen bekannt.
Das früheste datierbare Stück der Tokoname-Keramik wird auf circa 1125 geschätzt. Es ist ein Kurg mit drei Linien, die im Abstand seinen Bauch umgeben. Da die Chita-Halbinsel landwirtschaftlich genutzt wurde, stellten die Brennöfen vor allem strapazierfähige, funktionale Stücke her, wie sie die Bauern im täglichen Leben gebrauchten. Dazu gehörten kleine, unglasierte Schalen, die „Yama-Chawan“ (山茶碗), etwa „Teeschale für die Berge“, große Gefäße, manche mit weiter Öffnung, Reibeschalen und Blumenvasen. Viele der großen Gefäße wurden für die Aufnahme der Asche nach der Feuerbestattung verwandt.

## Bilder

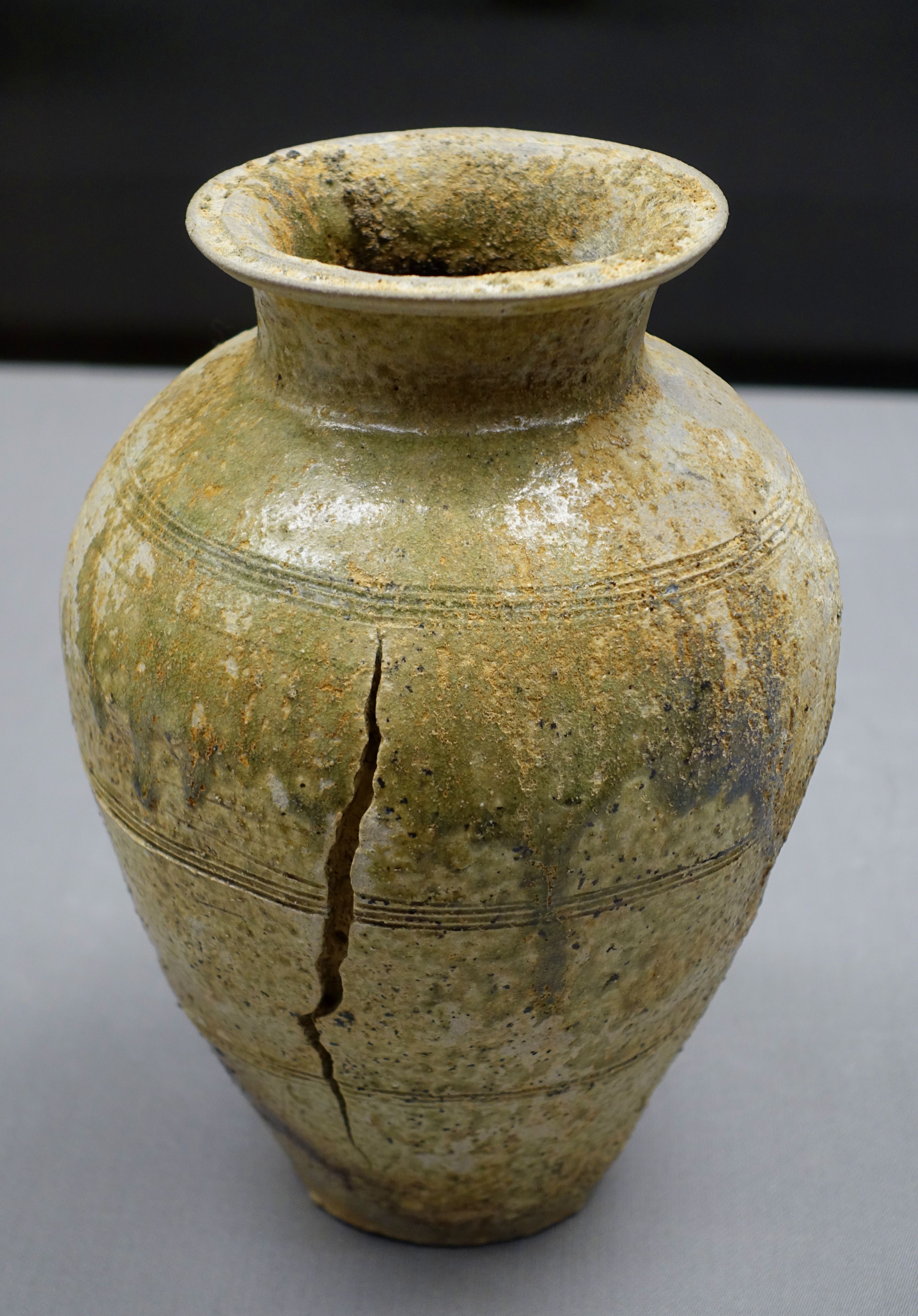
Krug ca. 1125
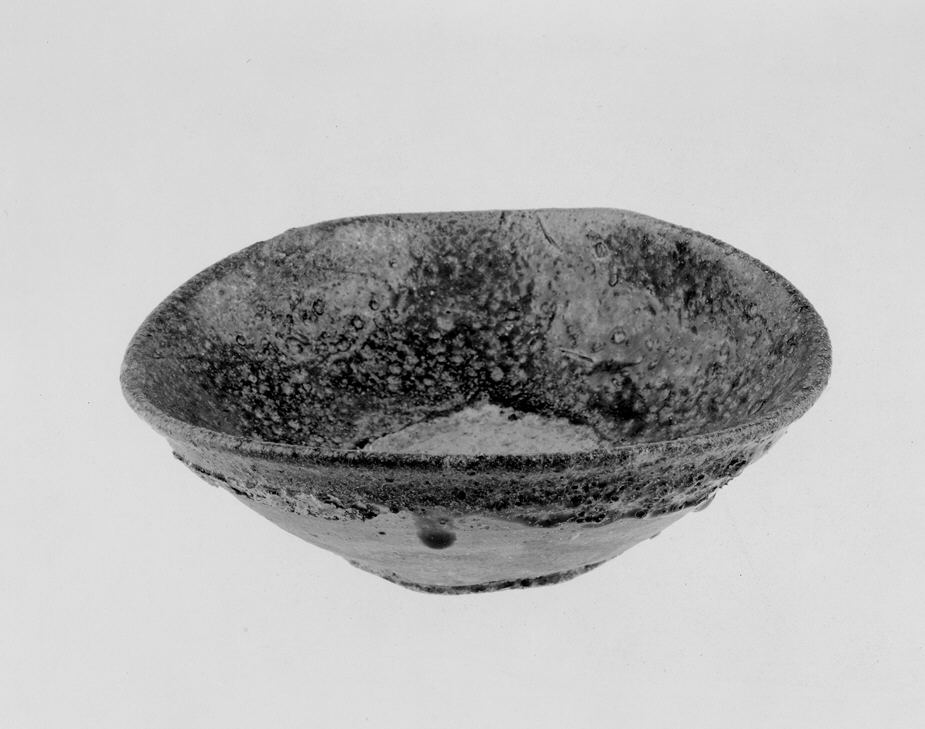
Schale, 14. Jh.
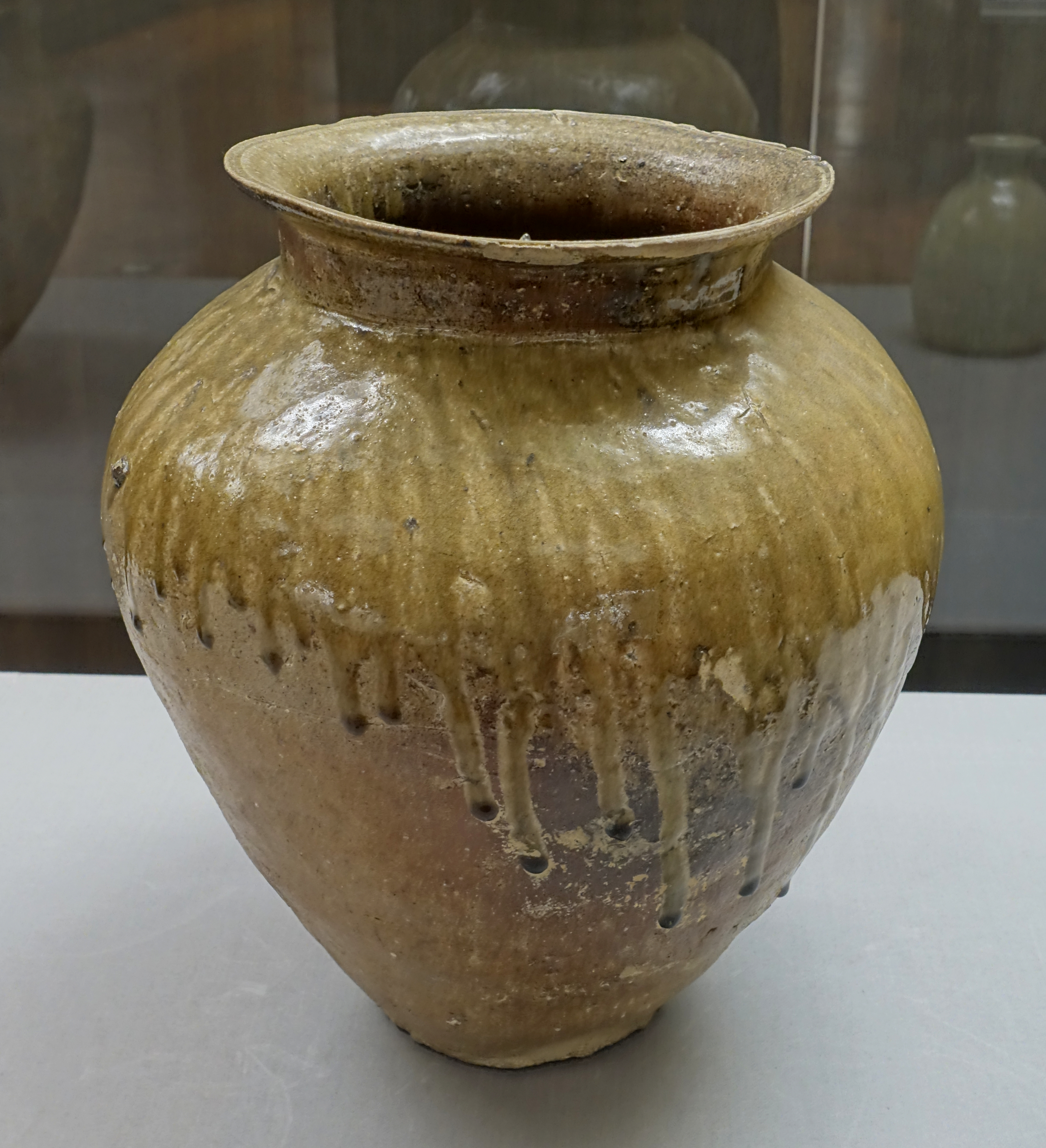
Krug ca. 12. Jh.
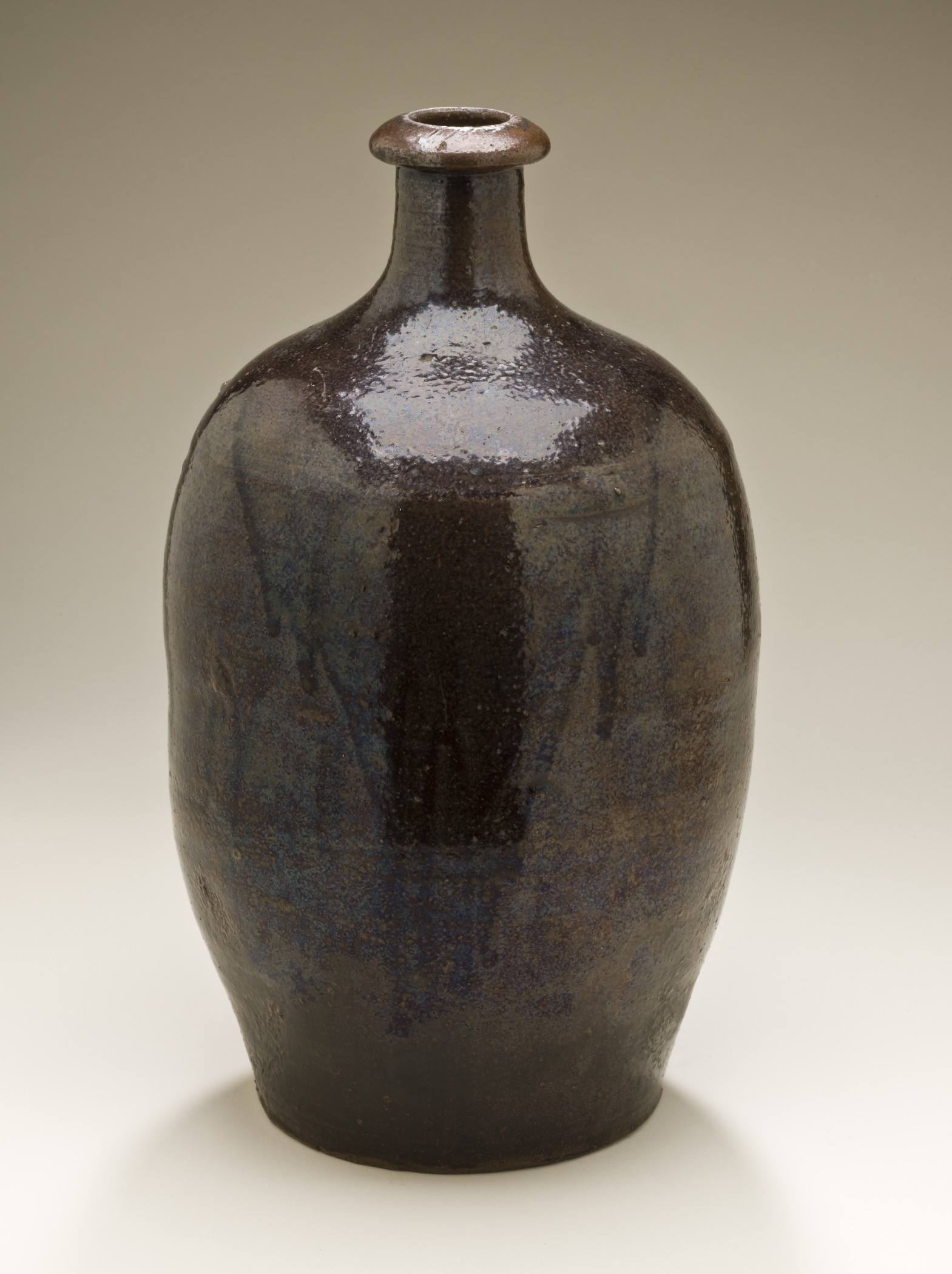
Sake-Flasche
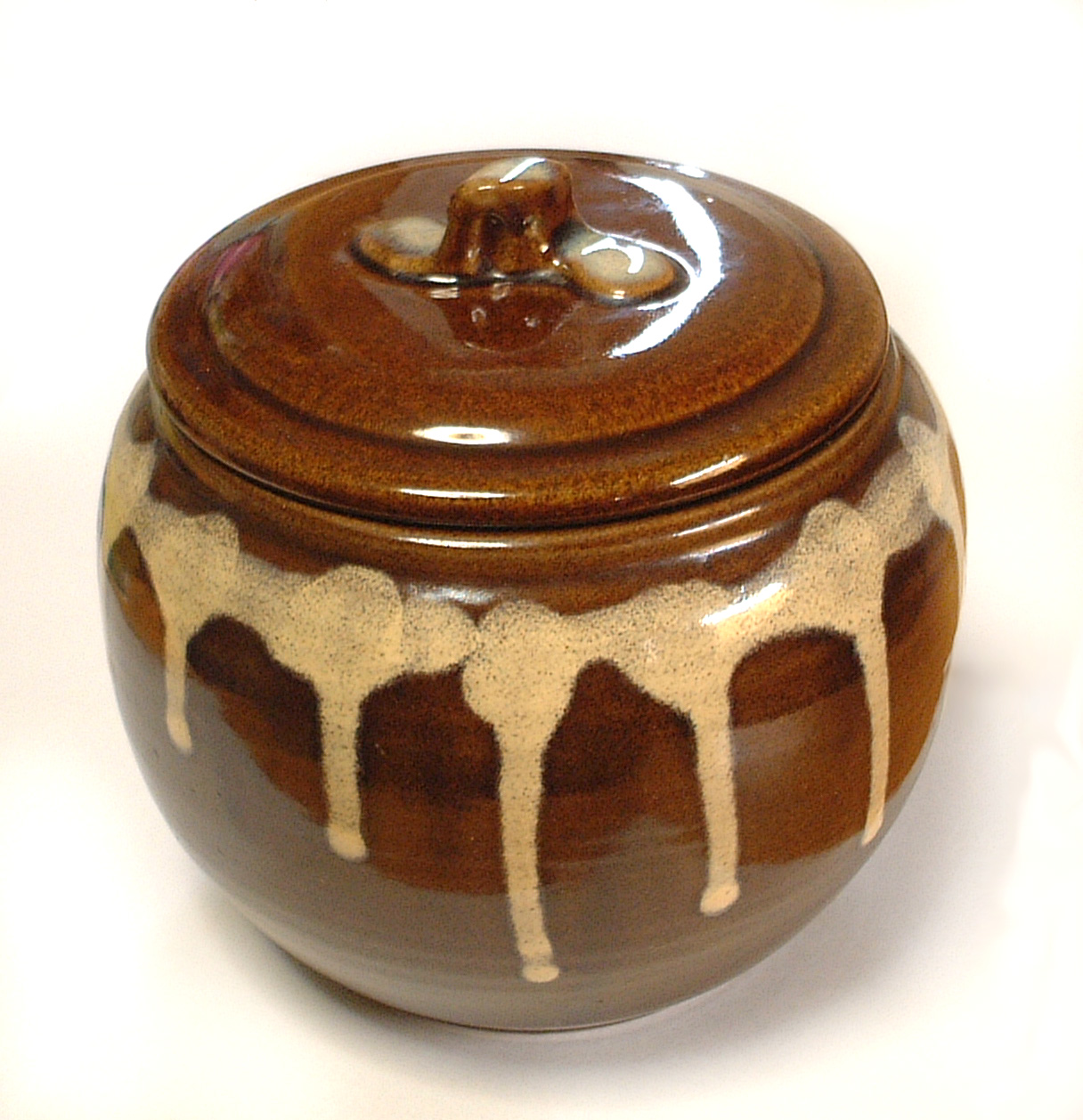
Modernes Tokoname